# كيت هارينجتون
كيت هارينجتون (بالإنجليزية: Kate Harrington)‏ هي كاتِبة وكاتبة للأطفال أمريكية، ولدت في 20 سبتمبر 1831 في Allegheny, Pennsylvania ‏ في الولايات المتحدة، وتوفيت في 29 مايو 1917 في فورت ماديسون في الولايات المتحدة.